# Île Ioujny
Pour les articles homonymes, voir Ioujny.
L'île Ioujny (en russe : Южный остров) est l'île du sud de l'archipel de Nouvelle-Zemble, au nord de la Russie. L'île se trouve en mer de Kara, mais sa côte occidentale ouvre sur la mer de Barents. Sa superficie est de 33 275 km2, équivalente à la taille de la Moldavie. Elle est donc la troisième plus grande île de la Russie, les autres étant Sakhaline et l'île Severny, de laquelle elle est séparée par le détroit de Matotchkine.
Originellement terre des Nénètses, l'île a été évacuée dans les années 1950 pour y faire des essais nucléaires.
Elle est connue pour ses grandes colonies d'oiseaux de mer. Ses paysages sont surtout de type toundra.
Elle fait politiquement partie de l'oblast d'Arkhangelsk, comme le reste de l'archipel.

## Climat
Malié Karmakouly a un climat de type ET (Polaire de Toundra) avec comme record de chaleur 29 °C le 24 juillet 1977 et comme record de froid −39 °C le 9 février 1979, le 12 février 1979 et le 1er mars 1979. La température moyenne annuelle est de −5,1 °C.
| Mois                              | jan.  | fév.  | mars  | avril | mai   | juin | jui. | août | sep. | oct.  | nov.  | déc.  | année |
| --------------------------------- | ----- | ----- | ----- | ----- | ----- | ---- | ---- | ---- | ---- | ----- | ----- | ----- | ----- |
| Température minimale moyenne (°C) | −18,4 | −18   | −15   | −13,5 | −6,3  | 0,3  | 5,2  | 4,7  | 1,9  | −4,7  | −10,4 | −14,3 | −7,4  |
| Température moyenne (°C)          | −15,6 | −15,3 | −12,3 | −10,6 | −4,1  | 2,2  | 7,5  | 6,7  | 3,5  | −2,9  | −8,2  | −12   | −5,1  |
| Température maximale moyenne (°C) | −12,7 | −12,5 | −9,6  | −7,6  | −1,9  | 4,1  | 9,7  | 8,7  | 5,1  | −1,1  | −6,1  | −9,5  | −2,8  |
| Record de froid (°C)              | −36,1 | −39   | −39   | −30   | −25,8 | −10  | −3,9 | −2   | −10  | −21,1 | −28,9 | −36   | −39   |
| Record de chaleur (°C)            | 2,3   | 5     | 2,3   | 10,3  | 17,6  | 21,8 | 29   | 23,9 | 17,3 | 10    | 3,4   | 2,8   | 29    |
| Précipitations (mm)               | 41,2  | 30    | 28,5  | 22,3  | 21    | 24,7 | 36,1 | 35,4 | 45,8 | 38,3  | 27,8  | 36,5  | 386,7 |

## Sources
- (en) Cet article est partiellement ou en totalité issu de l’article de Wikipédia en anglais intitulé « Yuzhny Island » (voir la liste des auteurs).

- (ru) Cet article est partiellement ou en totalité issu de l’article de Wikipédia en russe intitulé « Южный остров (Новая Земля) » (voir la liste des auteurs).